# GOR Ciracasstadion
Het GOR Ciracasstadion is een multifunctioneel stadion in Oost-Jakarta, een stad in Indonesië. De volledige naam van het stadion is Gelanggang Olahraga Ciracas.
Het stadion wordt vooral gebruikt voor voetbalwedstrijden, de voetbalclub Villa 2000 FC, de club die daarna FC Celebest ging heten, maakte gebruik van dit stadion, voordat het naar het Gawalisestadion verhuisde. In het stadion is plaats voor 2.500 toeschouwers. 